# Chae Kwang-Jin
Chae Kwang-Jin (11 de noviembre de 1998) es un deportista norcoreano que compite en judo. Ganó una medalla de bronce en los Juegos Asiáticos de 2022, en la categoría de –60 kg.

## Palmarés internacional
| Juegos Asiáticos | Juegos Asiáticos | Juegos Asiáticos  | Juegos Asiáticos |
| Año              | Lugar            | Medalla           | Categoría        |
| ---------------- | ---------------- | ----------------- | ---------------- |
| 2022             | Hangzhou (China) | Medalla de bronce | –60 kg           |